# اوسیریس شوز

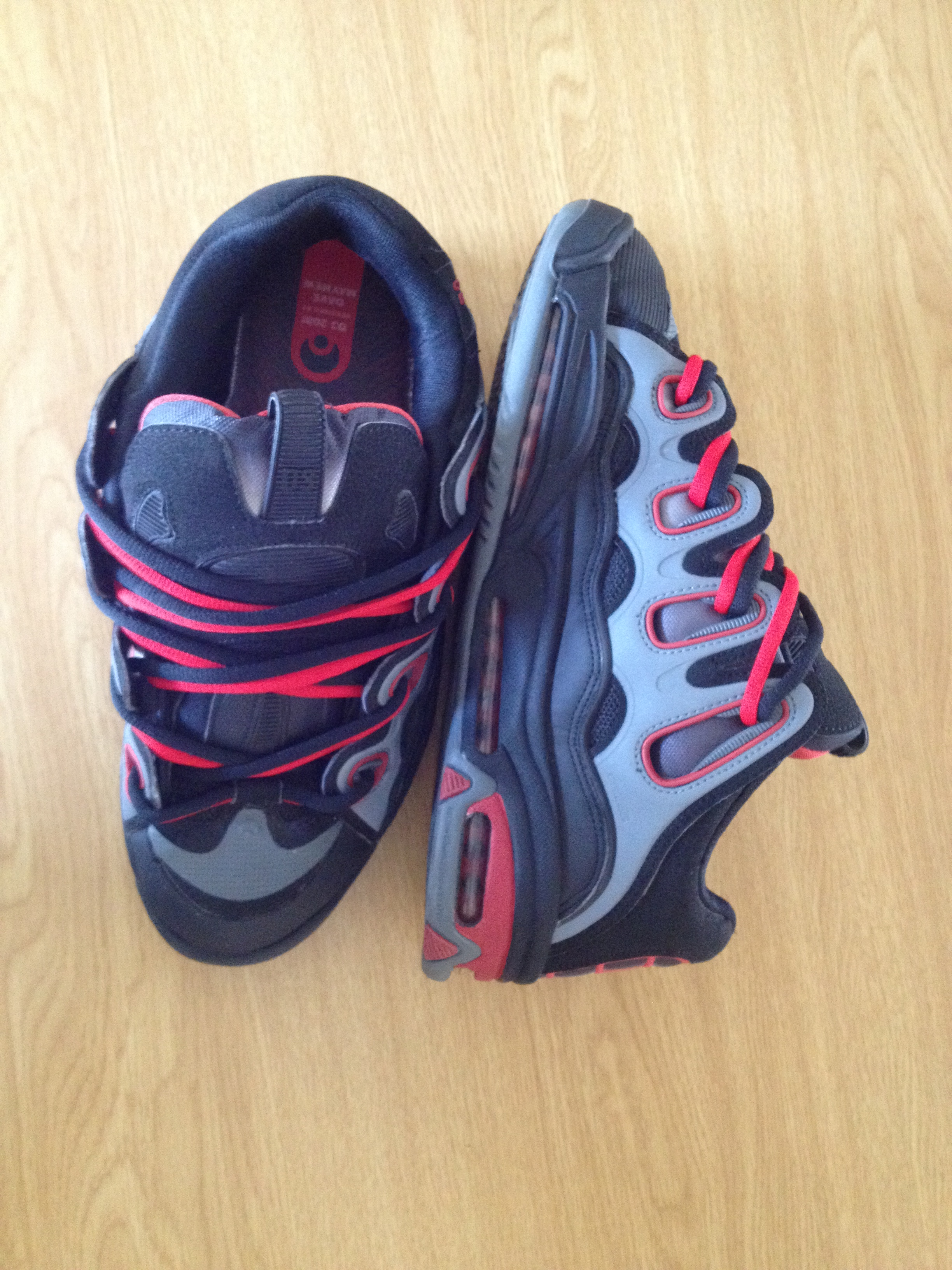
اوسیریس شوز یک کفش ساخت آمریکا

اوسیریس شوز (انگلیسی: Osiris Shoes) شرکت پوشاک و کفش آمریکایی است، که در سال ۱۹۹۶ تأسیس شد و هم‌اکنون زیرمجموعه‌ای از شرکت مایوس می‌باشد.